# D611 (Deux-Sèvres)
De D611 is een departementale weg in het West-Franse departement Deux-Sèvres. De weg loopt van de grens met Vienne via Saint-Maixent-l'École en Niort naar Épannes. In Vienne loopt de weg als D611 verder naar Fontaine-le-Comte en Poitiers.

## Geschiedenis
Oorspronkelijk was de D611 onderdeel van de N11. In 2006 werd de weg overgedragen aan het departement Deux-Sèvres, omdat de weg geen belang meer had voor het doorgaande verkeer vanwege de parallelle autosnelweg A10. De weg is toen omgenummerd tot D611.